# Julien Mahé
Julien Mahé (Carhaix-Plouguer, 23 aprile 1983) è un allenatore di pallacanestro francese.

## Palmarès
- Pro B: 1

Saint-Quentin: 2022-2023